# Isole di Ieske
Le isole di Ieske (in russo Острова Иеске, ostrov Ieske) sono 2 isolette russe nell'Oceano Artico che fanno parte della Terra di Zichy nell'arcipelago della Terra di Francesco Giuseppe.
Le isole di Ieske si chiamano così in onore del pilota lettone della forza aerea russa Nikolaj Martynovič Ieske (1881–1937), uno dei primi piloti sovietici.

## Geografia
Le isole si trovano nella parte centrale del gruppo della Terra di Zichy; al largo della costa nord-est dell'isola di Salisbury, nei pressi di capo Harkness (мыса Харкнесса), molto vicine alla costa. La più grande, di forma allungata, è lunga 500 m mentre l'altra misura solo 50 m.